# قلعه سرچشمه محمدآباد
قلعه سرچشمه محمدآباد مربوط به سدهٔ ۹ تا ۱۲ ه‍.ق است و در شهرستان فریمان، روستای سرچشمه محمدآباد واقع شده و این اثر در تاریخ ۱۷ مرداد ۱۳۸۳ با شمارهٔ ثبت ۱۱۰۴۸ به‌عنوان یکی از آثار ملی ایران به ثبت رسیده است.